# 甲斐バンド 十二年戦争-栄光の軌跡-
『甲斐バンド 十二年戦争-栄光の軌跡-』（かいバンド　じゅうにねんせんそう　えいこうのきせき）は、1990年12月12日に発売された甲斐バンドの映像作品。『甲斐バンド LIVE AT 武道館-完結編』と同時発売された。

## 解説
1986年、甲斐バンドの解散を受けてフジテレビでスペシャル番組が深夜に放映された。その番組のビデオ化である。
Act-I～IVの4つのチャプターに分けられている。
Act.Iは、1986年3月3日の解散宣言（解散会見）がなされた『真夜中のパーティー』の映像から番組オープニング。
Act-IIは12年間のバンドの歴史をライヴ映像とビデオ・クリップなどで振り返る。
Act.IIIは、ライヴ本番までのメンバーの姿と甲斐によるインタビュー。
Act.IVは、番組制作時点までの『PARTY』ツアーの映像からエンディングが収められている。
DVDなどでの再発は一切なされておらず、現在廃盤である。

## 収録内容
ACT-I：宣戦布告-REPEAT&FADE
1. ラヴ・マイナス・ゼロ
2. 感触（タッチ）

ACT-II：十二年戦争-KAI BAND
1. 破れたハートを売り物に
2. HERO（ヒーローになる時、それは今）
3. 安奈
4. ダイナマイトが150屯
5. フェアリー（完全犯罪）
6. ブライトン・ロック

ACT-III：戦闘準備-LAST LIVE
ACT-IV：決戦-THE PARTY
1. BLUE LETTER
2. 冷血(COLD BLOOD)
3. レイニー・ドライヴ